# Kash Kalāyeh
Kash Kalāyeh (persiska: کش کلایه) är en ort i Iran.   Den ligger i provinsen Gilan, i den norra delen av landet, 190 km nordväst om huvudstaden Teheran. Kash Kalāyeh ligger 40 meter över havet och antalet invånare är 277.
Terrängen runt Kash Kalāyeh är varierad. Runt Kash Kalāyeh är det ganska tätbefolkat, med 134 invånare per kvadratkilometer. Närmaste större samhälle är Langarud, 15,0 km norr om Kash Kalāyeh. Trakten runt Kash Kalāyeh består till största delen av jordbruksmark.